# شوق فضة سلطان
شوق فضَّة سُلطان (1825 – 17 سبتمبر 1889) (بالتركية العثمانية: شوق افزا قادین)‏ هي زوجة السلطان العثماني عبد المجيد الأول، وأم مراد الخامس الذي اعتلى العرش العثماني من 30 مايو 1876 إلى 31 أغسطس 1876 وأصبحت تُلقب بالسلطانة الأم. كانت من أصل شركسي.

## نشأتها
ولدت شوق فضَّة سُلطان في بوتي التي كانت ضمن الإمبراطورية الروسية (جورجيا حاليًا)، ووالدها هو محمد بك، ووالدتها هي جميلة خاتون من من الوبخ. ولديها أخت كبرى هي فاطمة خاتون. هاجرت عائلتها من القوقاز إلى إسطنبول، وأُرسلت شوق إلى الحريم في عهد السلطان محمود الثاني.
أخذتها زوجة السلطان محمود الثاني نورتاب قادين لرعايتها، وقامت بسميتها بشوق فضة، وتعلمت اللغة التركية والتعاليم الإسلامية في قسم الحريم في قصر توبكابي، وعندما بلغت الرابعة عشر من عمرها أُعجب بها عبد المجيد الأول واتخذها من حريمه في عام 1839، وفي 21 سبتمبر 1840 أنجبت شوق ولي العهد مراد الخامس، وفي عام 1842 أنجبت ابنتها عالية سلطان؛ ولكنها توفيت عام 1845 وهي ما زالت طفلة، عندما توفيت بزم عالم سلطان في عام 1853، اصطفت معها ثروت سزا قادين، وقامت برعاية مراد الخامس وكانت ترغب في رؤيته سلطانًا بعد عبد المجيد الأول، وارتفعت المعارضة بين ثروت سزا قادين وشوق فضَّة سُلطان من جهة وبين برتفنيال سلطان التي كانت تسعى لتولي ولي العهد عبد العزيز الأول العرش.

## السلطانة الأم
في 30 مايو 1876 اعتلى ابنها مراد العرش، وأصبحت تُلقب بالسلطانة الأم، بعد أن حكم لمدة ثلاثة تسعين يومًا، خُلع مراد من الحكم في 31 أغسطس 1876 بعد إصابته بالاضطراب العصبي كما قيل، فاجتمع الوزراء والأعيان وشيخ الإسلام خير الله أفندي في 31 أغسطس وخلع في الجلسة السلطان مراد وبويع أخاه. ونقل السلطان مراد بعد الخلع إلى قصر جراغان حيث أقام حتى وفاته عام 1904، كان خلالها قيد الإقامة الجبريّة واعتزل الحياة العامة.

## وفاتها
بقيت شوق فضة قادين تتمتع بصحة جيدة على الرغم من تقدمها في العمر، حتى عام 1889 حيث أُصيبت بتورم في رقبتها، وازداد التورم فجأة، واستمر المرض نحو ثلاثة أشهر، بالإضافة إلى أعراض الحمى الشديدة، وتوفيت في 17 سبتمبر عام 1889 في قصر سيراجان في أورطة كوي في إسطنبول، ودفنت في مقبرة السيدات في يني جامع.